# کویسی

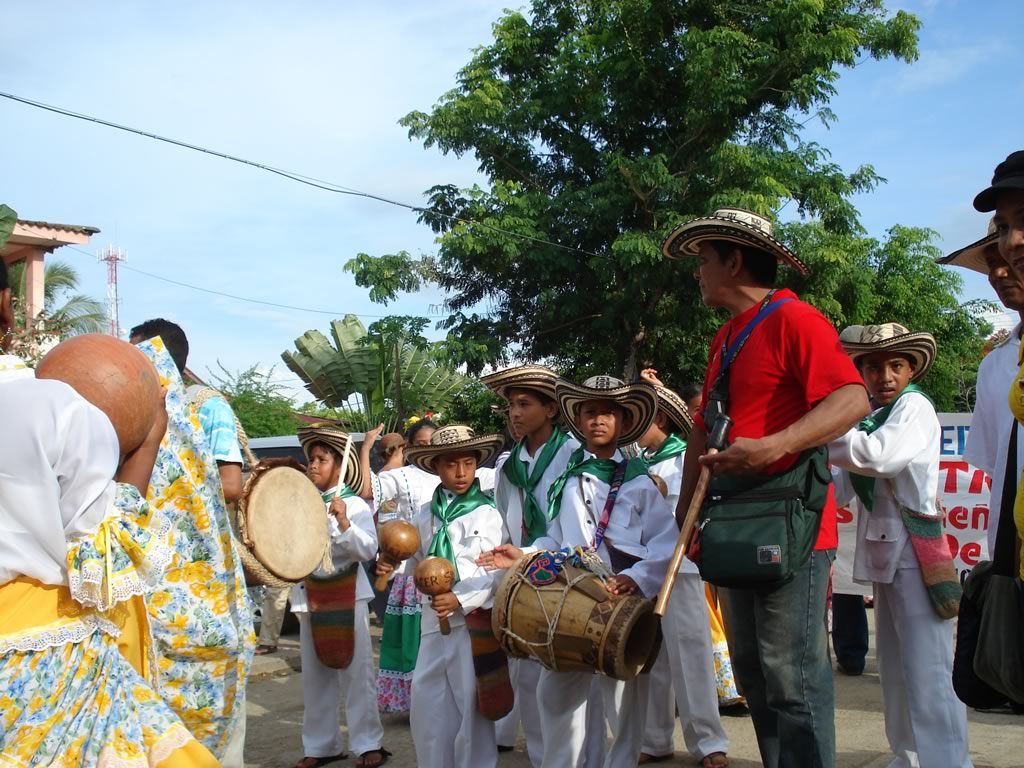
گائیترو در جشنوارهٔ موسیقی پوررو، در کوردوبا.

کویسی (kuisi یا kuizi) که در زبان اسپانیایی به آن گائیتا (Gaita colombiana) می‌گویند، نوعی آلت موسیقی سرخ‌پوستی است. کوئیسی در واقع یک فلوت است که از یک ساقهٔ کاکتوس توخالی با یک مخلوط از پودر موم و زغال چوب برای قسمت بالایی و تزئیناتی از پر پرندگانی چون مرغ دریایی، بوقلمون و عقاب ساخته می‌شود.

## گونه‌های ساز

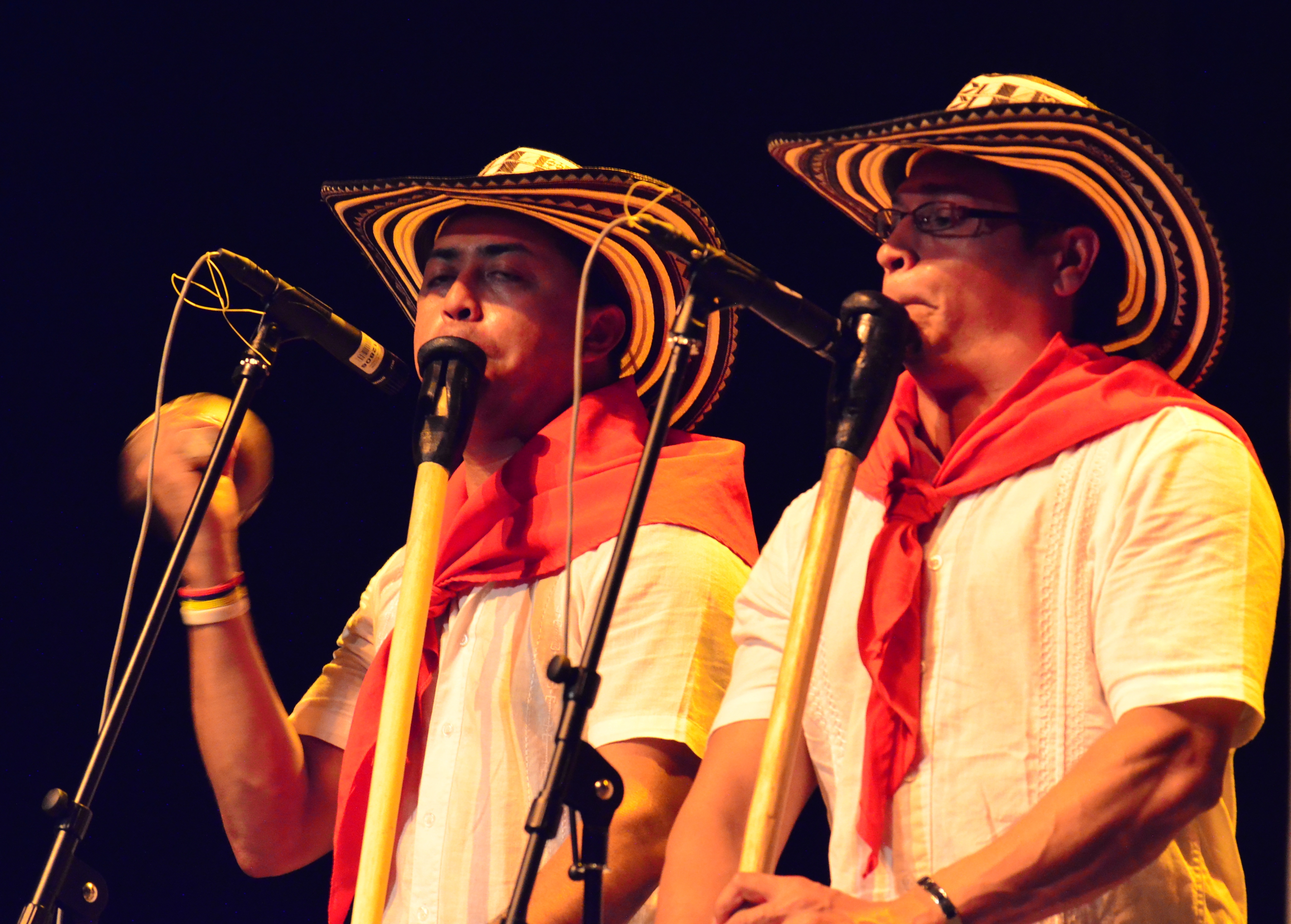
گائیتروها در حال نواختن در سن خاسینتو (۲۰۱۲)

گونه‌های مردانه و زنانه‌ای برای این ساز وجود دارد. در زبان اسپانیایی به آن گائیتا، به معنای لوله هم می‌گویند. گونهٔ زنانه را kuisi bunsi (همچنین kuisi abundjí در اسپانیایی) می‌گویند که در زبان محاورهٔ اسپانیایی آن را gaita hembra می‌خوانند و در این ساز ۵ سوراخ کنترل صدا وجود دارد؛ نسخهٔ مردانه kuisi sigi (یا kuisi azigí) با عبارت محاورهٔ gaita macho در اسپانیایی شناخته شده و دارای دو سوراخ است.
اغلب برای نگهداشتن سوراخ‌های لازم جهت کنترل صدای فلوت، از موم استفاده می‌کنند. در نسخهٔ مردانهٔ kuisi sigi برای بسته نگهداشتن یک یا هر دو سوراخ و در نسخهٔ زنانهٔ kuisi bunzi برای کنترل هشت سوراخ که نهایتاً در آن واحد چهارتایشان بایستی رها باشند، بایست از موم استفاده کرد. عرق و رطوبت پوست موجب تغییر نوای فلوت می‌شود، فلذا استفاده از موم رواج بالایی دارد. تصویری از سرخ‌پوستان بومی پاناما در حال نواختن نسخهٔ زنانهٔ hembra نشان می‌دهد که ساز بومی آن‌ها فقط چهار سوراخ داشته.

## مشخصات ساخت
کوئیسی‌های مدرن دارای درازایی بین ۷۰ تا ۸۰ سانتی‌متر هستند، به صورت سنتی طول آن را بر اساس طول دست و بازوان نوازنده می‌ساختند. کوئیسی‌های ساختهٔ کوگی دارای دو فوت،  یا شصت سانتی‌متر، طول هستند. این سازها به طور سنتی توسط خود نوازنده (حتماً مرد باشد) با گیاه نیشکر (carrizo) ساخته می‌شد. طولی به اندازه ۳ برابر فاصله بین انگشت شست و انگشت کوچک اندازه‌گیری می‌شود و فاصلهٔ میان انگشت شست و انگشت اشاره نیز بایست محاسبه شود. سپس سوراخ‌ها با فاصله ای با این ضرایب ایجاد می‌شوند. این ساز با نوعی کاکتوس (Selenicereus grandiflorus) ساخته می‌شد که آن را قطعه کرده و خارهایش را می‌کندند.
نوع kuisi bunsi دارای پنج سوراخ تُن است ولی تنها چهارتایش قابل استفاده هستند چون سوراخ آخر اغلب استفاده نمی‌شود، ولی وقتی قرار به استفاده از آن باشد، بایستی سوراخ بالا را موم گرفت. در نوع kuisi sigi نیز سوراخ پایینی به ندرت استفاده می‌گردد.
قسمت فوقانی ساز که در اسپانیایی به آن fotuto می‌گویند،  دارای رنگ سیاهی است و با موم و زغال چوب ساخته می‌شود تا در دمای بالا ذوب نگردد.

## استفادهٔ سنتی
اولین استفاده از نوع کوئیسی‌ای که اکنون رواج دارد، در میان اقوام  Koguis  و Ika در ناحیهٔ Sierra Nevada de Santa Marta بوده‌است. نوعی ساز مشابه نیز توسط اقوام Cuna که در اطراف خلیج دارین بودند، همگی در کشورهای نوین کلمبیا و پاناما، استفاده می‌شد.
کوییزهای مرد و زن به طور سنتی به عنوان یک جفت در کنار یکدیگر قرار می‌گیرند؛ kuisi sigi معمولاً بیت را شکل می‌دهد و kuisi bunsi ملودی را می‌نوازد. آنها معمولاً با درام و ماراکا همراه هستند. نوازندهٔ kuisi sigi اغلب فلوت را با یک دست و با دست دیگر مارکا را هم‌زمان می‌نوازد.

## استفادهٔ مدرن در کلمبیا
در دامنه‌های سیرا نوادا د سانتا مارتا، به عنوان مثال دهکدهٔ اسپانیولی‌زبان آتاکوئنز (Atánquez) فلوت مشابهی با نام carrizos با ساقهٔ نیشکر ساخته می‌شود که نام کامل آن conjunto de carrizos است. این conjunto همراه با رقصی با chicote, دایره‌ای که زنان و مردان به دست می‌گیرند و بازوهایشان را روی شانهٔ همدیگر قرار می‌دهند.
در دشت‌های کلمبیا، به طور نمونه شهر سن خاسینتو, بولیوار, گروهی با نام conjunto de gaitas هستند که در سبک‌های کومبیا, پوررو, و دیگر سبک‌های بومی همچون وایناتو از این ساز بهره می‌جویند. آن‌ها از یک جفت کوئیسی، یک ماراکا، دو دست درام آفریقایی استفاده می‌کنند.

## استفاده‌ی مدرن در جهان
هنرمند فرانسوی Pierre Hamon, در Alla Francesca از فلوت کوئیسی استفاده کرد، همچنین در Ritual1, Ritual 2 و Omaggio Kogui در آلبوم Hypnos (2009) از آن بهره جست.